# Aloe ballyi
Aloe ballyi é uma espécie de liliopsida do gênero Aloe, pertencente à família Asphodelaceae.